# Куйбышевский областной комитет КПСС
Куйбышевский областной комитет КПСС — орган управления партийной организацией ВКП(б)/КПСС Куйбышевской области (1936—1991 годы).
Куйбышевская область образована в 1936 году в результате расформирования Куйбышевского края, из которого были выделены Оренбургская, Пензенская области и Мордовская АССР. В 1943 году из состава Куйбышевской области была выделена Ульяновская область. С этого момента Куйбышевская область сформировалась в нынешних границах Самарской области.
Ниже приведён список глав региональных организаций коммунистической партии, действовавших на территории современной Самарской области.

## Председатели Самарского губернского комитетаРСДРП(б)—РКП(б)
- 10 (23) апреля 1917—6 (19) октября 1917 — Алексей Христофорович Митрофанов (Временный Самарский губернский комитет РСДРП(б))
- 8 (21) октября 1917—3 апреля 1918 — Валериан Владимирович Куйбышев
- 3 апреля—август 1918 — Алексей Христофорович Митрофанов
- 16 августа 1918 — 10 октября 1918 — Владимир Петрович Мяги (2 февраля 1918 года Временный Самарский губернский комитет РСДРП(б) преобразован в Самарский губернский комитет РКП(б))
- 10 октября 1918—30 марта 1919 — Юрий Константинович Милонов
- 30 марта—7 апреля 1919 — Валериан Владимирович Куйбышев
- 7 апреля—1 сентября 1919 — Юрий Константинович Милонов
- 5 сентября 1919—27 января 1920 — Леонид Дмитриевич Сокольский

## Ответственные секретари Самарского губернского комитетаРСДРП(б)—РКП(б)
- 2 сентября—23 мая 1920 — Николай Николаевич Сперанский
- 23 мая—7 июня 1920 — Владимир Дмитриевич Сокольский
- 7 июня—9 сентября 1920 — Юрий Константинович Милонов
- 9 сентября—13 ноября 1920 — Аристарх Андреевич Казаков
- 13 ноября—30 ноября 1920 — Тимофей Владимирович Сапронов
- 30 ноября 1920 —февраль 1921 — Аристарх Андреевич Казаков
- Февраль—июль 1921 — Юрий Константинович Милонов
- Август—декабрь 1921 — Николай Несторович Демченко
- Декабрь 1921—январь 1922 — Исаак Ильич Минков

## Руководящая тройка Самарского губернского комитета РКП(б)
- 19 января—февраль 1922
  - Владимир Александрович Антонов-Овсеенко
  - Валентина Николаевна Лобова (Бина Борисовна Зильберберг)
  - Эфраим Борисович Шахновский

## Ответственные секретари Самарского губернского комитетаРКП(б)—ВКП(б)
- Февраль—3 июля 1922 — Иван Титович Морозов (и. о.)
- 3 июля 1922—10 мая 1924 — Иван Титович Морозов
- 10 мая 1924—сентябрь 1925 — Иван Акимович Лычёв
- Сентябрь 1925—11 мая 1926 — Борис Иосифович Магидов
- 11 мая 1926—август 1928 — Михаил Николаевич Ефремов

14 мая 1928 года Самарская губерния объединена с Оренбургской, Пензенской, Симбирской губерниями и частью Саратовской губернии в Средне-Волжскую область.

## Оргбюро по Средневолжской области
Организационное бюро ЦК ВКП(б) по Средне-Волжской области, ответственный секретарь
- 27 мая—20 августа 1928 — Мендель Маркович Хатаевич

## 1-й секретарь Средне-Волжского обкома—Средне-Волжского крайкома ВКП(б)
- 23 августа 1928—9 октября 1932 — Мендель Маркович Хатаевич

В октябре 1929 года Средне-Волжский областной комитет ВКП(б) преобразован в Средне-Волжский краевой комитет ВКП(б).

## 1-й секретарь Средне-Волжского крайкома—Куйбышевского крайкома ВКП(б)
- 9 октября 1932—18 марта 1937 — Владимир Петрович Шубриков

В январе 1935 года Средне-Волжский краевой комитет ВКП(б) преобразован в Куйбышевский краевой комитет ВКП(б). В 1937 году преобразован в Куйбышевский областной комитет ВКП(б).

## 1-е секретари Куйбышевского обкома ВКП(б)
- 18 марта—7 июня 1937 — Павел Петрович Постышев (и. о.)
- 14 июня 1937—31 января 1938 — Постышев Павел Петрович
- 31 января—13 июня 1938 — Николай Григорьевич Игнатов (и. о.)
- 19 июня 1938—23 августа 1940 — Игнатов Николай Григорьевич
- 23 августа 1940—9 января 1942 — Михаил Яковлевич Канунников
- 9 января 1942—14 марта 1943 — Владимир Дмитриевич Никитин
- 14 марта 1943—19 апреля 1946 — Василий Гаврилович Жаворонков
- 19 апреля 1946—21 октября 1952 — Александр Михайлович Пузанов

## 1-е секретари Куйбышевского обкома КПСС
В октябре 1952 года Куйбышевский областной комитет ВКП(б) переименован в Куйбышевский областной комитет КПСС.
- 21 октября 1952—20 октября 1959 — Михаил Тимофеевич Ефремов
- 20 октября 1959—13 ноября 1962 — Александр Сергеевич Мурысев (Балев)
- 13 ноября 1962—январь 1963 — Изяслав Генрихович Балясинский (и. о., 2-й секретарь Куйбышевского областного комитета КПСС)

В январе 1963 года Куйбышевский областной комитет КПСС разделён на промышленный и сельский областные комитеты.
- Январь 1963—14 декабря 1964 (промышленный) — Александр Максимович Токарев
- 5 января 1963—14 декабря 1964 (сельский) — Изяслав Генрихович Балясинский

В декабре 1964 года Куйбышевские промышленный и сельский областные комитеты вновь объединены в единый Куйбышевский областной комитет КПСС.
- 14 декабря 1964—23 марта 1967 — Александр Максимович Токарев
- 23 марта 1967—25 апреля 1979 — Владимир Павлович Орлов
- 25 апреля 1979—30 июля 1988 — Евгений Фёдорович Муравьёв
- 30 июля 1988—28 сентября 1990 — Вениамин Георгиевич Афонин
- 28 сентября—26 октября 1990 — вакансия, и. о. (2-й секретарь Куйбышевского областного комитета КПСС)
- 26 октября 1990—23 августа 1991 — Валентин Степанович Романов

25 января 1991 года Куйбышевский областной комитет КПСС был переименован в Самарский областной комитет КП РСФСР (в составе КПСС). 23 августа 1991 года деятельность КП РСФСР (КПСС) была приостановлена, а 6 ноября того же года запрещена. Её имущество конфисковано, здания партийных организаций опечатаны.